# Påryd
Påryd – miejscowość (tätort) w Szwecji, w regionie administracyjnym (län) Kalmar, w gminie Kalmar.
Według danych Szwedzkiego Urzędu Statystycznego liczba ludności wyniosła: 663 (31 grudnia 2015), 679 (31 grudnia 2018) i 685 (31 grudnia 2019).